# Politische Immunität (Schweiz)
Die politische Immunität soll in der Schweiz «dem Schutz des ungestörten Funktionierens der staatlichen Institutionen» (Parlament, Regierung, Gerichte) dienen. Mitglieder dieser Institutionen sollen in der Ausübung ihres Mandates nicht durch eine Strafverfolgung behindert werden können. Insbesondere die parlamentarische Immunität soll den demokratischen Entscheidungsprozess des Parlaments schützen, in welchen alle Interessen und Meinungen eingebracht werden sollen. Die Immunität ist durch die Bundesverfassung der Schweizerischen Eidgenossenschaft (BV), das Parlamentsgesetz (ParlG) und das Bundesgesetz über die Verantwortlichkeit des Bundes sowie seiner Behördemitglieder und Beamten (Verantwortlichkeitsgesetz, VG) geregelt.

## Absolute Immunität
Für Äusserungen von Mitgliedern der Bundesversammlung, des Bundesrates sowie solchen des Bundeskanzlers in den Eidgenössischen Räten (Nationalrat und Ständerat) gilt die absolute Immunität. Sie können für diese Äusserungen oder für eine Wiederholung solcher Äusserungen ausserhalb des Ratsaals (z. B. in den Medien) weder strafrechtlich noch zivilrechtlich zur Verantwortung gezogen werden (Art. 162 Abs. 1 BV, Art. 16 ParlG, Art. 2 Abs. 2 VG). Die absolute Immunität kann nicht aufgehoben werden.

## Relative Immunität
Für Handlungen, welche im unmittelbaren Zusammenhang mit der amtlichen Tätigkeit und Stellung stehen, geniessen die Mitglieder der Bundesversammlung, des Bundesrates, des Bundesgerichts und der weiteren eidgenössischen Gerichte, der Bundeskanzler, der Bundesanwalt und die beiden stellvertretenden Bundesanwälte sowie die Mitglieder der Aufsichtsbehörde über die Bundesanwaltschaft eine relative Immunität (Art. 162 Abs. 2 BV, Art. 17 ParlG, Art. 14 VG). Die relative Immunität schützt sie vor strafrechtlicher, jedoch nicht vor zivilrechtlicher Verfolgung.
Im Gegensatz zur absoluten Immunität kann die relative Immunität aufgehoben werden. Die zuständige Strafverfolgungsbehörde muss, bevor sie ein Strafverfahren aufnehmen darf, ein Gesuch auf Aufhebung der Immunität einreichen. Zuständig für die Behandlung eines Gesuches für Aufhebung der Immunität sind die Immunitätskommission des Nationalrates und die Kommission für Rechtsfragen des Ständerates (Art. 17 Abs. 1 ParlG, Art. 14 Abs. 2 VG, Art. 33cter GRN, Art. 28a GRS). Die beiden Kommissionen beraten das Gesuch nacheinander. Handelt es sich um ein Gesuch auf Aufhebung der Immunität eines Mitglieds der Bundesversammlung, wird es von der Kommission desjenigen Rates zuerst beraten, dem das beschuldigte Ratsmitglied angehört (Art. 17a Abs. 1 ParlG).
Die Kommissionen prüfen in einem ersten Schritt, ob der von der Anklage geltend gemachte Straftatbestand überhaupt unter die relative Immunität fällt, d. h. ob ein unmittelbarer Zusammenhang zur amtlichen Tätigkeit besteht oder nicht. Sie beschliessen Nichteintreten auf das Gesuch, wenn ein Fall der absoluten Immunität vorliegt oder wenn nach ihrem Ermessen kein solcher Zusammenhang besteht. Im letzteren Fall kann die Strafverfolgungsbehörde die Strafverfolgung aufnehmen.
Falls die Kommissionen Eintreten beschliessen, so prüfen die Kommissionen in einem zweiten Schritt, ob die Immunität aufzuheben ist oder nicht. Dabei wägen sie ab zwischen dem öffentlichen Interesse an der ungehinderten Ausübung des Mandats und dem öffentlichen Interesse an der Strafverfolgung. Überwiegt nach ihrem Ermessen das öffentliche Interesse an der Strafverfolgung, so heben die Kommissionen die Immunität auf.
Wenn die beiden Kommissionen divergierende Beschlüsse über das Eintreten bzw. über die Aufhebung der Immunität fassen, so findet eine Differenzbereinigung statt. Dabei setzt sich diejenige Kommission durch, die zum zweiten Mal Nichteintreten bzw. Nichtaufhebung beschliesst (Art. 17a Abs. 2 ParlG; Art. 14 Abs. 3 VG).
Falls die Kommissionen die Immunität aufheben, können sie die Strafverfolgung den Strafbehörden des Bundes übertragen, wenn dafür im Normalfall die kantonale Gerichtsbarkeit zuständig wäre. Die Vereinigte Bundesversammlung kann einen ausserordentlichen Bundesanwalt wählen (falls z. B. der Bundesanwalt angeklagt ist; siehe das Verfahren gegen Bundesanwalt Michael Lauber). Die Vereinigte Bundesversammlung kann auf Antrag der in diesem Fall gemeinsam tagenden Kommissionen die vorläufige Einstellung im Amt eines durch die Bundesversammlung gewählten Behördenmitglieds (also z. B. eines Mitglieds des Bundesrats oder des Bundesgerichts) beschliessen (Art. 17 Abs. 2 und 3 ParlG, Art. 17a Abs. 2 ParlG, Art. 14 Abs. 3 und 5 VG).
Eine weitere Form der relativen Immunität stellt die Sessionsteilnahmegarantie dar. Ein Strafverfahren gegen ein Mitglied der Bundesversammlung wegen Verbrechen oder Vergehen, welche nicht in unmittelbarem Zusammenhang mit seiner amtlichen Stellung oder Tätigkeit stehen, kann während einer Session nur mit seiner schriftlichen Zustimmung oder mit Ermächtigung der zuständigen Kommission seines Rates eingeleitet werden.

## Praxis

### Praxis seit 2012
Die geltende Regelung der politischen Immunitäten trat am 5. Dezember 2011 in Kraft. Die für die Behandlung zuständigen Kommissionen haben seither 21 Gesuche behandelt (Stand 27. Juni 2025). Geltend gemachte Straftatbestände waren z. B. fünfmal Rassendiskriminierung (Art. 261bis StGB) sowie je zweimal Hinderung einer Amtshandlung (Art. 286 StGB) und Vorteilannahme (Art. 322sexies StGB).
In drei Fällen, welche die Nationalräte Christoph Blocher, Pirmin Schwander und Fabian Molina betrafen, sahen die Kommissionen keinen unmittelbaren Zusammenhang mit der amtlichen Stellung und Tätigkeit und beschlossen daher Nichteintreten auf das Gesuch, mit der Folge, dass die Strafverfolgungsbehörden die Strafverfolgung aufnehmen konnten.
In 18 Fällen beschlossen die Kommissionen das Eintreten. In 15 Fällen wurde die Immunität nicht aufgehoben; zwölf Mitglieder des Nationalrates, ein Mitglied des Ständerates, ein Bundesstrafrichter und ein ehemaliger ausserordentlicher Bundesanwalt wurden dadurch vor Strafverfolgung verschont. Aufgehoben wurde hingegen die Immunität von alt Nationalrat Christian Miesch, von Nationalrat Andreas Glarner und von Bundesanwalt Michael Lauber.
Im Falle von Nationalrat Roger Köppel wurde die Immunität zwar nicht aufgehoben; die Immunitätskommission des Nationalrates forderte aber das Büro des Nationalrates auf, als parlamentsinterne Sanktion eine Disziplinarmassnahme nach Art. 13 Abs. 2 ParlG zu verhängen. Das Büro hat sich am 28. November 2022 gegen eine Disziplinarmassnahme ausgesprochen, weil die Köppel zur Last gelegte Verletzung des Amtsgeheimnisses sich nicht zweifelsfrei beweisen lasse.
Die Sessionsteilnahmegarantie wurde nie beansprucht.

### Praxis von 1980 bis 2011
Bis 2011 waren nicht Kommissionen, sondern die Eidgenössischen Räte selbst für die Beschlussfassung über die Gesuche auf Aufhebung der Immunität zuständig. Der Schutzbereich der relativen Immunität war breiter gefasst, indem nicht ein unmittelbarer Zusammenhang mit der amtlichen Stellung und Tätigkeit verlangt wurde, sondern bloss ein Zusammenhang. Im Übrigen wurde mit der Gesetzesänderung vom 17. Juni 2011 das Strafverfolgungsprivileg auch für Verbrechen oder Vergehen, welche nicht im Zusammenhang mit der amtlichen Stellung oder Tätigkeit stehen, für die Mitglieder des Bundesrats, den Bundeskanzler und die Mitglieder des Bundesgerichts abgeschafft.
Die Bundesversammlung behandelte von 1980 bis 2011 44 Gesuche auf Aufhebung der Immunität. Geltend gemachte Straftatsbestände waren z. B. achtmal Ehrverletzung (Art. 173 ff. StGB), siebenmal Verletzung des Amtsgeheimnisses oder Veröffentlichung amtlicher geheimer Verhandlungen (Art. 293, Art. 320 StGB) und viermal Rassendiskriminierung (Art. 261bis StGB); Mitglieder des Bundesrates und des Bundesgerichts wurden fünf- bzw. sechsmal wegen Amtsmissbrauch (Art. 312 StGB) angezeigt.
Auf acht Gesuche ist das Parlament nicht eingetreten. In fünf Fällen kam es zum Schluss, dass das Handeln der betroffenen Amtsträger (vier Mitglieder des Nationalrates und einmal der Bundesrat in corpore) durch die absolute Immunität geschützt sei. Bei den übrigen drei Gesuchen betreffend die Nationalräte Ulrich Schlüer, Jean Ziegler (im Jahr 1991) und Hanspeter Fischer (im Jahr 1983) bestritten die Räte den Zusammenhang mit der amtlichen Stellung und Tätigkeit. Die Strafverfolgungsbehörden konnten somit in diesen drei Fällen die Strafverfolgung aufnehmen.
Auf 36 Gesuche ist das Parlament eingetreten. 23-mal ging es um die Immunität von Mitgliedern der Bundesversammlung, siebenmal um Mitglieder des Bundesrates und sechsmal um Mitglieder des Bundesgerichts. Nur in einem einzigen Fall wurde die Immunität aufgehoben: 1989 beschlossen die Eidgenössischen Räte einstimmig, die Immunität der soeben zurückgetretenen Bundesrätin Elisabeth Kopp aufzuheben.